# Jerzy Apanowicz
Jerzy Apanowicz (ur. 13 lipca 1935 w Dworczanach, zm. 18 września 2018 w Gdańsku) – polski naukowiec, doc. dr habilitowany nauk wojskowych, komandor Marynarki Wojennej.

## Życiorys
W 1959 roku ukończył Wyższą Szkołę Marynarki Wojennej. Do 1963 roku był dowódcą działu nawigacyjnego na okręcie Gryf, następnie rozpoczął pracę w Wyższej Szkole Marynarki Wojennej. Od 2 marca 1984 roku do 10 listopada 1988 roku był komendantem WSMW (od 1 października 1987 roku – Akademii Marynarki Wojennej). Od 1988 do 1991 roku był zastępcą szefa sztabu Marynarki Wojennej do spraw naukowo-badawczych, następnie powrócił do AMW, zostając komendantem Wydziału Nawigacji i Uzbrojenia Okrętowego. Był profesorem Wyższej Szkoły Administracji i Biznesu w Gdyni.
W 1989 roku uzyskał stopień doktora habilitowanego. W pracy naukowej zajmuje się m.in. bezpieczeństwem żeglugi i nawigacją morską. Był również magistrem geografii, tytuł uzyskał w 1967 roku w Wyższej Szkole Pedagogicznej w Gdańsku (obecnie Uniwersytet Gdański). Publikował w „Przeglądzie Morskim”. Był honorowym członkiem Jacht Klubu Marynarki Wojennej Kotwica.
Zmarł w Gdańsku, pochowany na cmentarzu Witomińskim w Gdyni (kwatera 1-56-2).

## Wybrane publikacje
- Jerzy Apanowicz: Metodologiczne uwarunkowania pracy naukowej. Difin, 2005. ISBN 83-7251-533-6. Brak numerów stron w książce
- Jerzy Apanowicz: Metodologia nauk. TNOiK, 2003. ISBN 83-7285-131-X. Brak numerów stron w książce
- Jerzy Apanowicz, Alfred Czermiński, M.Czerska, Bogdan Nogalski, R.Rutka: Zarządzanie organizacjami. TNOiK, 2002. ISBN 83-7285-052-6. Brak numerów stron w książce
- Jerzy Apanowicz: Znaczenie standardów moralnych w przedsiębiorstwie. Słupsk: Wyższa Hanzeatycka Szkoła Zarządzania, 2002. Brak numerów stron w książce
- Jerzy Apanowicz: Podstawowe elementy systemu i procesu kształcenia w szkole wyższej. WSAiB, 2000. Brak numerów stron w książce
- Jerzy Apanowicz: Etykieta wizyt i rewizyt okrętów Marynarki Wojennej Rzeczypospolitej. Wydawnictwo Marynarki Wojennej, 1998. Brak numerów stron w książce
- Jerzy Apanowicz: Morska etykieta wizyt i savoir vivre z nią związany. Gdynia: AMW, 1988. Brak numerów stron w książce

## Ordery i odznaczenia
- Krzyż Kawalerski Orderu Odrodzenia Polski
- Złoty Krzyż Zasługi
- Srebrny Krzyż Zasługi
- Krzyż Zesłańców Sybiru
- Medal Komisji Edukacji Narodowej
- Złota Odznaka honorowa „Zasłużony Pracownik Morza”
- Złota Odznaka Polskiego Związku Żeglarskiego